# Орлов, Юрий Александрович (палеонтолог)
Ю́рий Алекса́ндрович Орло́в (31 мая [12 июня] 1893, Симбирская губерния или Сызрань, Симбирская губерния — 2 октября 1966, Москва) — российский и советский зоолог, палеонтолог. Доктор биологических наук (1934), Академик АН СССР (1960) по Отделению биологических наук (палеонтология). Лауреат Ленинской премии (1967, посмертно).

## Биография
Юрий Александрович Орлов родился 12 июня 1893 года в селе Томышево (ныне с. Старое Томышево) в семье лесничего.
- Отец — Александр Фёдорович Орлов (1855—1940), родом из семьи священника, народоволец, чиновник удельного ведомства Вологодской и Архангельской губерний, действительный статский советник[источник не указан 3825 дней].
- Мать — Вера Павловна Тумаркина (1862—1899), старшая сестра швейцарского философа Анны Павловны Тумаркиной; из бессарабской еврейской купеческой семьи[7]. Врач-отоларинголог, работала в Санкт-Петербургской консерватории.

### Учёба
В 1910 году Юрий Александрович Орлов переехал из города Вельска в Санкт-Петербург, где сдал экстерном экзамены на аттестат зрелости.
В 1911 году Ю. А. Орлов поступил на Физико-математический факультет Санкт-Петербургского университета. Зоологию и анатомию он изучал у академика А. А. Заварзина. В 1917 году Окончил Петроградский университет по отделению естественных наук.

### Преподавательская работа
С 1916 по 1924 год он преподавал на медицинском факультете Пермского университета, в том числе в годы гражданской войны; являлся одним из первых сотрудников Пермского университета и преподавателей кафедры гистологии. Вместе с другими преподавателями во время отступления Колчака был эвакуирован в Томский университет (1919—1920).
С 1924 по 1935 год преподавал в Институте исследований мозга и Военно-медицинской академии в Ленинграде (доцент кафедры цитологии и гистологии). Область научных интересов в это время включала изучение нервной системой членистоногих.
С 1925 года Ю. А. Орлов начал заниматься палеонтологией, которой интересовался с молодости.
Преподавал в Горной академии в Ленинграде.
С 1939 года читал лекции в МГУ.

… профессор Орлов высыпает на большой стол перед доской кульки леденцов и сушек и говорит: «Кушайте и слушайте. Это вам пригодится на зачете». И этот ужасающий предмет мы готовили с улыбками, вспоминая Орлова и его сушки. — Гранберг (Аскоченская) Наталья Анатольевна
В 1939 году стал действительным членом Московского общества испытателей природы. С 1943 заведовал кафедрой палеонтологии Геологического факультета МГУ.

### Научная деятельность
Начало научной деятельности Ю. А. Орлова было посвящено сравнительной морфологии нервной системы животных. Позднее он занялся изучением эволюционного развития мозга на материале ископаемых млекопитающих. В дальнейшем он целиком перешёл к палеонтологическим исследованиям. В 1929 году открыл местонахождение гиппарионовой фауны «Гусиный перелёт» в Павлодаре.
В 1945—1966 годах работал Директором Палеонтологического института АН СССР.
Ю.Орлов принял частие в качестве научного консультанта в палеонтологической экспедиции в Монголию под руководством Ивана Ефремова в 1946, 1948 и 1949 годах.
В 1949 году на сессии АН СССР, посвящённой памяти А. А. Борисяка выступил с докладом, где: 

… критически рассмотрел работы Института в свете решения исторической сессии ВАСХНИЛ, освободившей дарвинизм от моргано-вейсманистских оков и поставившей в центр внимания исследователей активную роль внешней среды в формировании организмов.
 Однако, в 1955 году подписал «Письмо трёхсот».
- 1958—1964 Главный редактор 15-томного справочника «Основы палеонтологии»[14].

По случаю 70-летнего юбилея Президиум и Отделение биологических наук АН СССР 12 июня направили Ю. А. Орлову адрес, в котором указывалось:

…ученый создал новое направление функциональной морфологии ископаемых животных, позволившее более полно понять функции скелета и мускулатуры современных животных и воссоздать образ жизни вымерших.

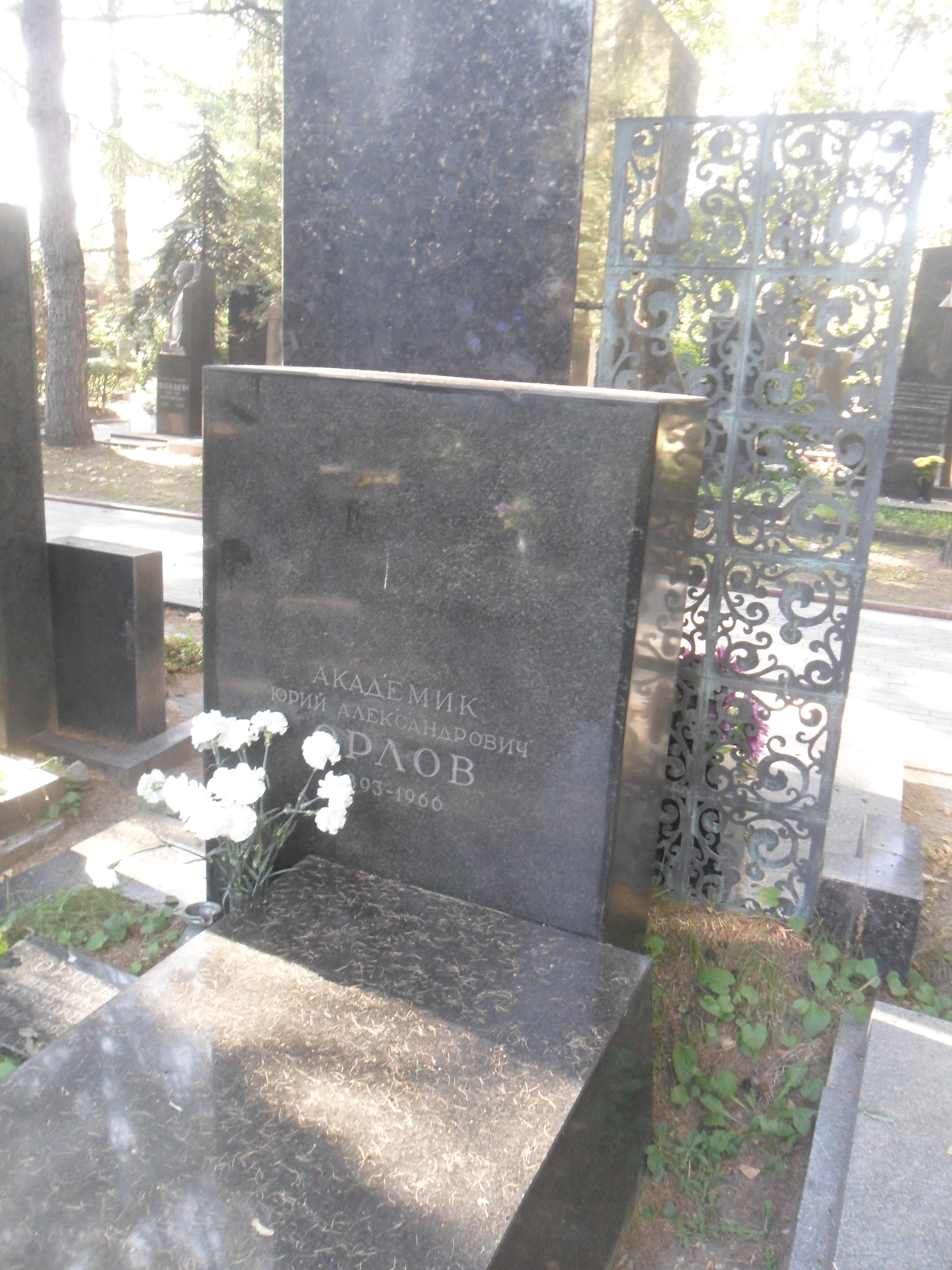
Могила Ю. А. Орлова на Новодевичьем кладбище

Юрий Александрович Орлов скончался в Москве 2 октября 1966 года на 74-м году жизни. Похоронен на Новодевичьем кладбище.

## Награды
- орден Ленина
- 2 ордена Трудового Красного Знамени (10 июня 1945, 12 июня 1963[17])
- Ленинская премия (1967, посмертно)[18][19]
- Премия имени А.А. Борисяка (АН СССР, 1949) — за работу «Peruniinae, новое подсемейство куниц из неогена Евразии»[20]

## Память
Именем Ю. А. Орлова были названы:
- Палеонтологический музей им. Ю. А. Орлова в Москве.